# Erik Thuresson
Erik Oskar Thuresson, född den 15 oktober1911 i Ullstorps församling, Kristianstads län, död den 3 juni 2003 i Stockholm, var en svensk ämbetsman.
Thuresson avlade kammarskrivarexamen 1936 och var student vid Stockholms högskola 1938–1942. Han blev kammarskrivare inom Tullverket 1936, med placering vid Generaltullstyrelsen 1942–1945. Thuresson övergick sistnämnda år till Handelsdepartementet, där han blev andre kanslisekreterare 1946, förste kanslisekreterare 1949, budgetsekreterare 1953 och byråchef 1955 samt var kansliråd 1956–1977. Han medverkade i flera statliga utredningar och var styrelseledamot (vice ordförande)  i Svenska penninglotteriet 1972–1977. Thuresson blev riddare av Nordstjärneorden 1959. Han vilar på Bromma kyrkogård.